# خاروان
خاروان هي قرية في مقاطعة نائين، إيران. يقدر عدد سكانها بـ 63 نسمة بحسب إحصاء 2016.